# Encomi
Encomi (em grego: Έγκωμη) é um sítio arqueológico da Idade do Bronze situado a sete km a norte de Famagusta, na parte norte-ocidental da ilha do Chipre.

## Alásia
A cidade foi identificada pelos investigadores com Alásia, um topônimo mencionado em fontes egípcias (cartas de Amarna), hititas, micênicas e ugaríticas como um importante subministrador de cobre e situado em alguma zona do Mediterrâneo oriental; embora alguns historiadores sugestionassem que Alásia poderia estar nas atuais Turquia ou Síria, a opinião majoritária é de a situar no Chipre, embora não seja possível determinar se Alásia fazia referência a toda a ilha ou somente a uma parte desta. Uma prova da situação cipriota de Alásia é o achado de uma inscrição de culto do século IV a.C. que faz referência a Apolo Alaxiota. Em qualquer caso, a capital deste reino deveu situar-se em Encomi pelo menos durante algum tempo.

## História
O assentamento estabeleceu-se na Idade do Bronze Médio numa baía da costa, atualmente obstruída pelos sedimentos do rio Pedieos. Os primeiros achados datam do século XVII a.C. e aproximadamente do século XVI até o XII a.C. foi um importante centro comercial de exportação de cobre, que era fundido no sítio, e manteve fortes vínculos culturais com Ugarite, cidade situada na costa da Síria. Durante a primeira fase amostra uma forte influência egípcia e, segundo Peltenburg, neste momento Encomi era a capital do Chipre, enquanto outros autores sustêm que deveu haver uma estrutura política muito mais fragmentada. A partir do século XIII a.C. desenvolveram-se na costa sul outros centros comerciais e, por volta de 1 050 a.C., Encomi foi abandonado definitivamente após um terramoto, o que, unido à sedimentação da baía, provocara o auge da vizinha Salamina. 

## Escavações
O sítio foi descoberto em 1870 pelos irmãos Luigi e Alessandro Palma di Cesnola. Após mais de uma década de saque generalizado, atraídos pela alta qualidade dos enxovais das tumbas, o sítio foi escavado desde 1896 pelo arqueólogo inglês Alexander Stuart Murray para o Museu Britânico. Os objetos encontrados conservam-se no Museu Britânico, e incluem, entre outros, amostras da fundição de bronze e o enxoval das cerca de 100 tumbas escavadas, que procedem nomeadamente da época da XVIII Dinastia egípcia de finais do século XIV e XIII a.C.
As escavações retomaram-se em 1913 por John Myers e Menelao Markides do Museu do Chipre; em 1932-195 aconteceu a expedição sueca dirigida por Claude F. A. Schaeffer, que escavara previamente em Ugarite, trabalho que continuou entre 1946-1950; e na década de 1948-1958 as escavações foram dirigidas por Porphyrios Dikaios, do departamento local de antiguidades. 

### Estruturas
Por volta de 1 200 a.C. a cidade foi rodeada por uma muralha cuja base era formada por grandes pedras (alvenaria ciclópea) de 400 metros sob um muro de adobe, construção similar à encontrada em Palecastro a oeste do Chipre. O urbanismo é caracterizado pelo traçado de ruas em ângulo com as portas da cidade e por contar com uma sofisticada rede de esgoto. Também foi encontrado um sítio de processamento do cobre, que guarda paralelismos com Cítio, no qual o tratamento do cobre decorria numa área do templo. As casas, construídas em adobe, constavam de vários cômodos em torno de um pátio central e sob elas eram enterrados os seus mortos. 
A complicada estratigrafia do sítio foi resolvida com a divisão da mesma em quatro fases principais, que pela sua vez compreendem diferentes sub-fases:
- Nível A  : É a fase mais antiga, com restos escassamente conservados situados diretamente sobre a rocha mãe.
- Nível I: De princípios da Idade do Bronze e revela a destruição das fortificações em duas ocasiões.
- Nível II: Compreende os séculos XIV-XIII a.C. e termina com a destruição massiva do sítio.
- Nível III: É a época da colonização micênica, com três sub-etapas:
  - III A e III B: A cidade é construída com dez ruas em ângulo reto e uma praça central pavimentada com pedra na estrada principal norte-sul; há um grande edifício (seguramente uma estrutura palacial), três santuários e doze áreas especializadas na elaboração do cobre[3]. Neste momento a cidade fortifica-se com a muralha supracitada, mas finalmente será destruída em torno de 1 125 a.C. no contexto das invasões dos povos do Mar.

- - III C: É a fase final micênica, com uma população em declínio. O sítio seria abandonado definitivamente após um terramoto em meados do século XI a.C.

Neste plano das escavações podem ser apreciados:
1. Casa de bronzes.
2. Muralhas com torres.
3. Casa com pilares.
4. Edifício com 18 enterramentos.
5. Santuário do deus chifrudo.
6. Edifício com bronzes.
7. Local de produção do cobre.
8. Torre na porta sul.
9. Porta Norte.

As escavações revelaram que o culto religioso está intrinsecamente ligado à exploração do cobre. Têm-se descoberto três grandes santuários; o maior de eles, o do "deus chifrudo", descoberto por P. Dikeos, recorda protótipos orientais; no que se encontrou o "deus do lingote" consiste num edifício de planta retangular com uma orientação leste-oeste, cujo interior fica dividido em dois ambientes por um muro situado aproximadamente no centro da estância, diante do qual se ergueram dois altares monolíticos de pedra. Nos muros norte e sul havia encostados bancos de adobe. No setor norte foram encontrados uma grande quantidade de crânios de touro com os seus cornos e alguns omoplatas que apresentavam várias incisões, o que constitui um dado revelador. Acreditou-se que os crânios correspondiam a touros sacrificados à divindade, embora também pudessem ter sido usados como máscaras pelos sacerdotes ou hierofantes, pois alguns foram desprovidos de todo o osso sainte da parte posterior.

### Achados arqueológicos
- Deus chifrudo  :[6] Estatueta de bronze de uma deidade masculina encontrada num santuário de Encomi (séculos XIII-XII a.C., Chipre). Cobre a sua cabeça com um capacete de pele  do qual sobressaem dois grandes e afiados cornos de bovino. A sua posição frontal, o modelado do seu corpo e os seus traços faciais denotam uma forte influência grega,[7] mas a posição dos seus braços remete ao Próximo Oriente[5].
- Deus do lingote: É uma estatueta de bronze de 35 cm. de altura encontrado em outro dos santuários, que representa o deus de pé vestido com o que parece uma camisa de linho e uma saia e tocado com um capacete cônico de cornos. Na sua mão esquerda sustém uma lança em atitude ameaçante e na direita um pequeno escudo, enquanto leva as pernas protegidas por grevas. A figura descansa sobre uma base em forma de pele de touro. Foi encontrado numa cela em 1963, colocado em posição vertical num fojo cuidadosamente construído e associado a cerâmica do século XII a.C. Trata-se do denominado deus da tempestade ou da tormenta, uma divindade celeste de origem sírio-palestina, embora apareça em toda uma área afro-euro-asiática bem extensa. Como deus da tormenta os seus atributos são o trono, o raio e a chuva (daí o seu aspecto guerreiro e ameaçante), bem como da força genésica e fecundadora, pelo qual é identificado com o touro (capacete de cornos e pele de touro).
- Estojo de jogo no que se representa uma cena de caça : Um personagem de estilo asiático aponta com o arco desde um carro sírio, enquanto o auriga, látego na mão, conduz um brioso tiro ricamente adornado.
- Marfim com cena do ataque de leão a um touro
- Pingentes em forma de cabeça de touro
- Numerosas tabuinhas de argila com inscrições em silabário cipriota e um estilete.
- Taça de prata [8] com decoração, mediante a técnica do nielado,[9] de bucrânios e flores de loto e um cabo de osso com incrustações de ouro, achada na tumba 2/7 datada por volta de 1 400 a.C., conservada no Museu do Chipre em Nicósia. A sua grande semelhança à taça de Dendra fez supor a alguns investigadores que foi realizada pelo mesmo autor grego.
- Xícaras de ouro semiesféricas.
- Cerâmica micênica, inicialmente influenciada pelos produtos importados da Argólida e Rodas, para depois faturar uma cerâmica local conhecida como "Chipre-micênica" da qual se destacam as grandes crateras decoradas com figuras de grandes dimensões, talvez a semelhança das pinturas murais, mas sob formas esquemáticas.

Os achados são exibidos no Museu Britânico de Londres, no Museu do Chipre de Nicósia e no Museu de arqueologia e ícones do Mosteiro de São Barnabé, entre Salamina e Enkomi.
|  |  |  |

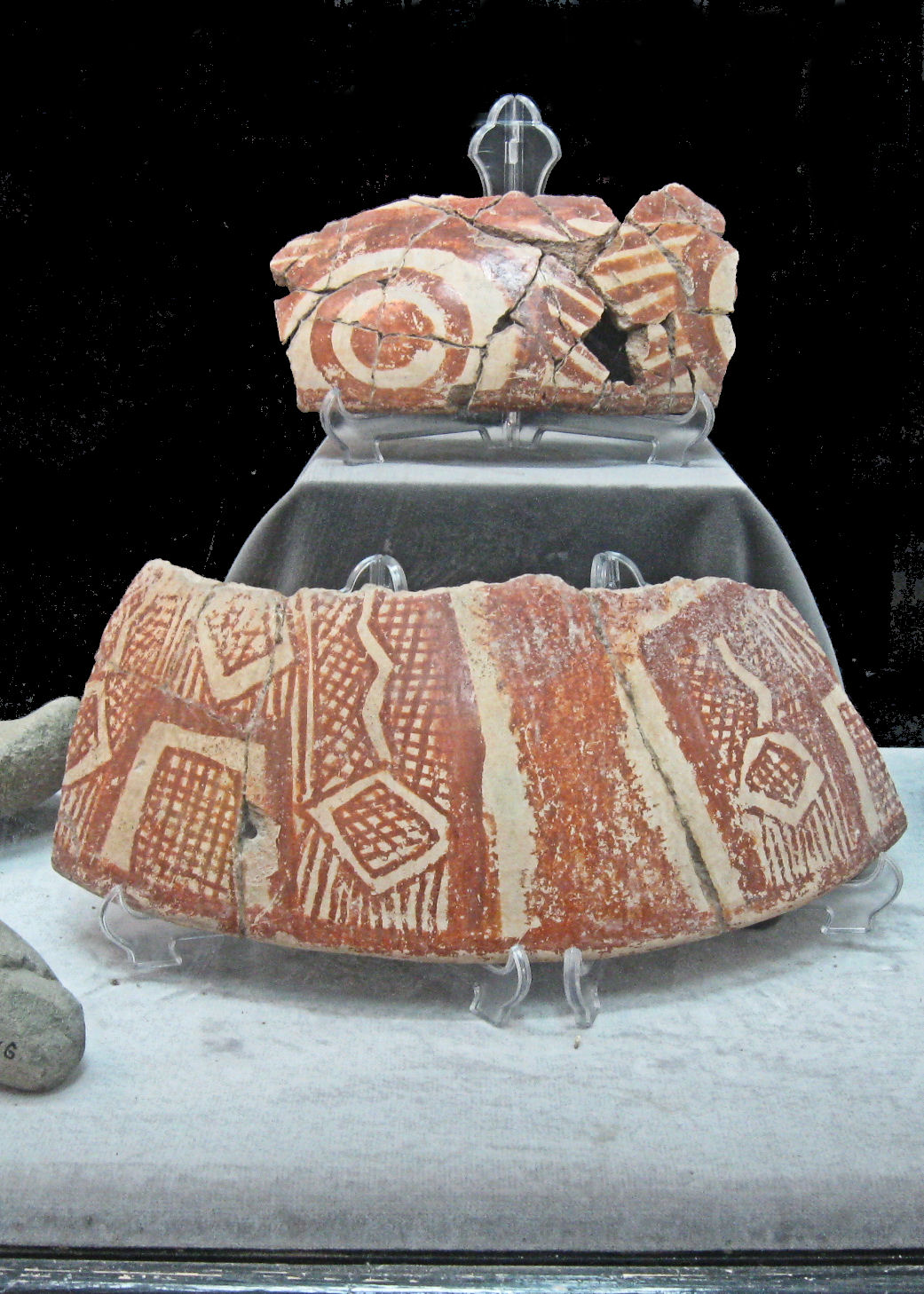
Fragmentos de uma tampa de píxide de Enkomi, ao redor de 4 000 a.C., Museu Arqueológico de São Barnabé / Salamina (Chipre)

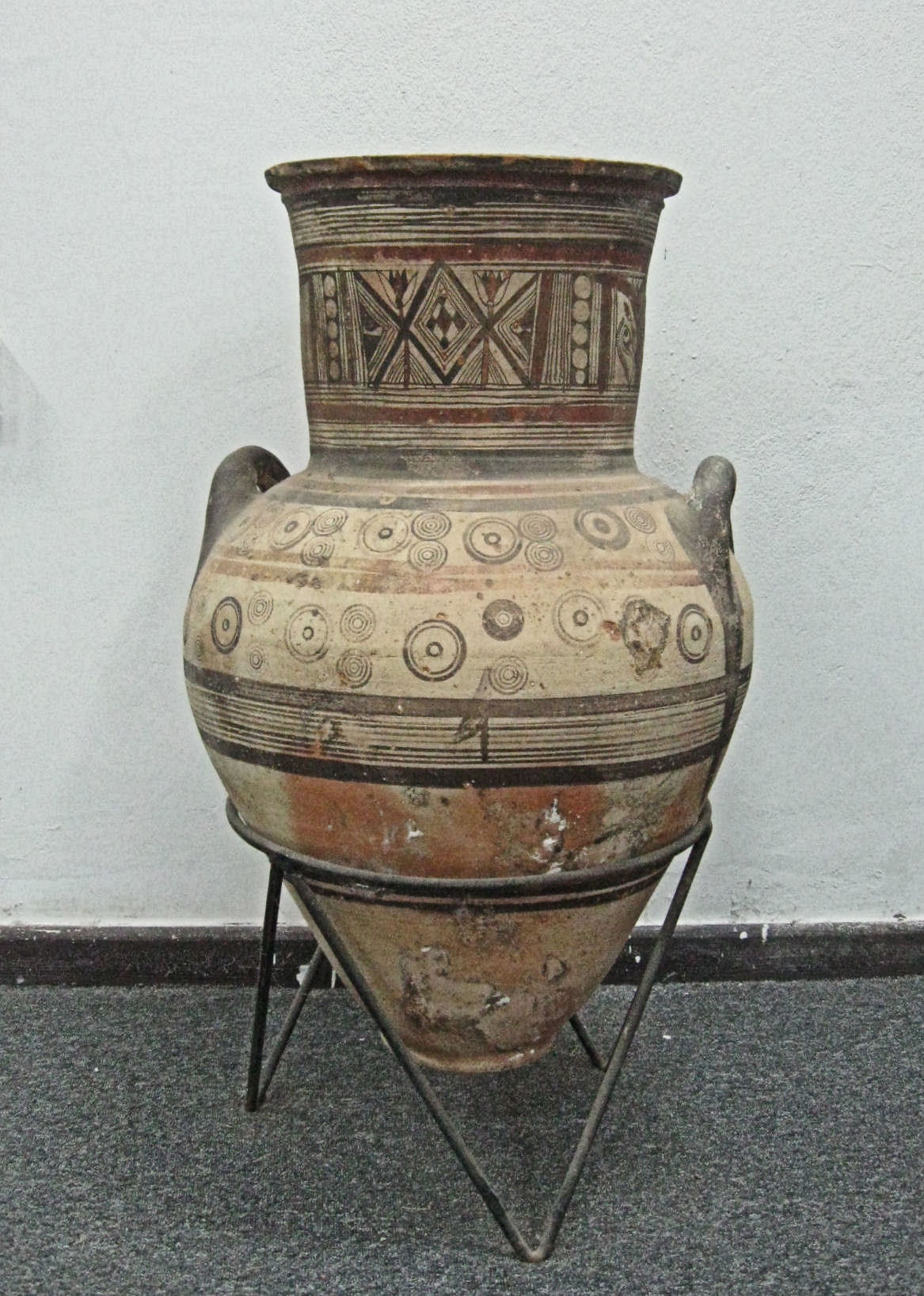
Ânfora,
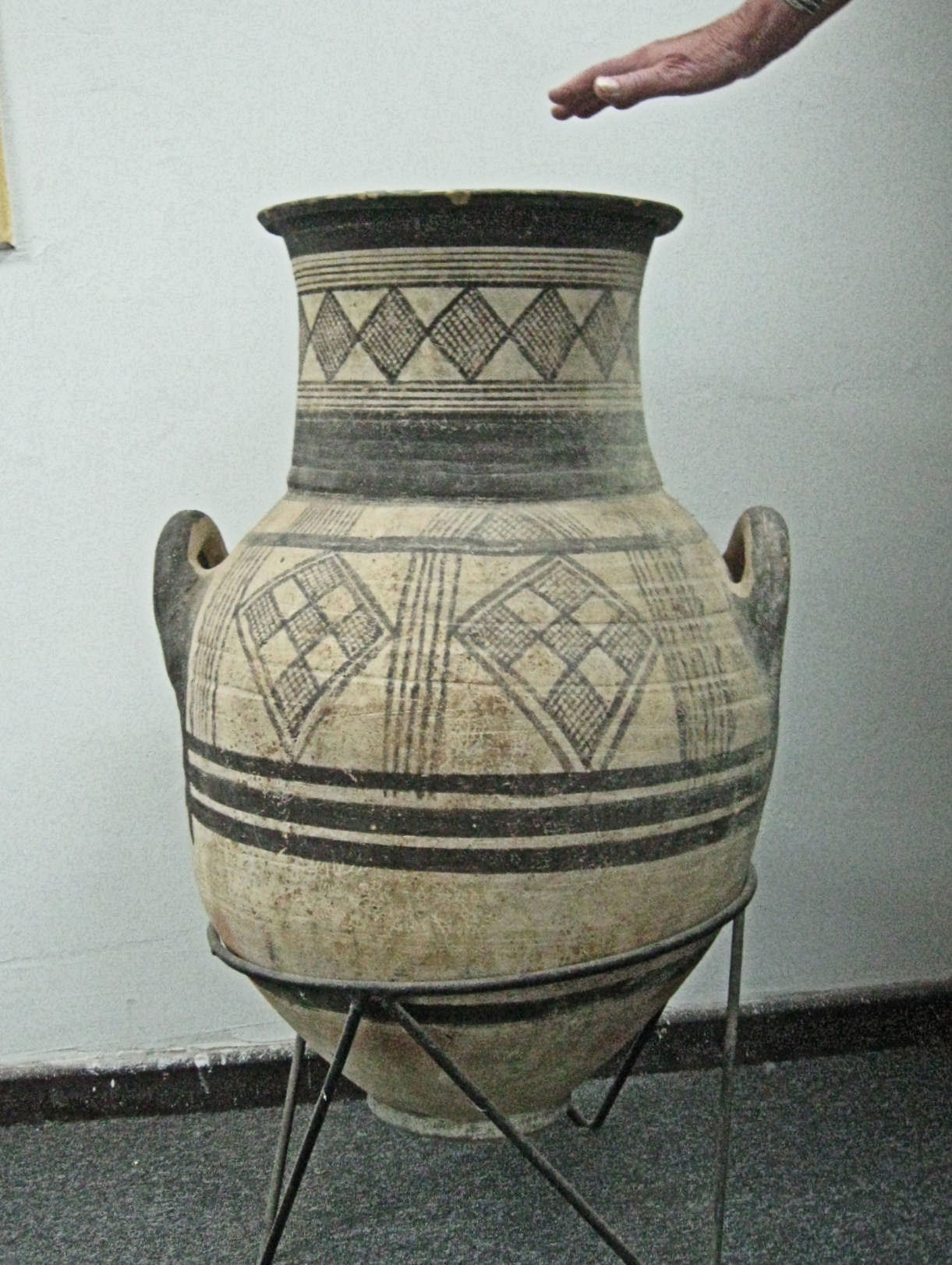
Ânfora,
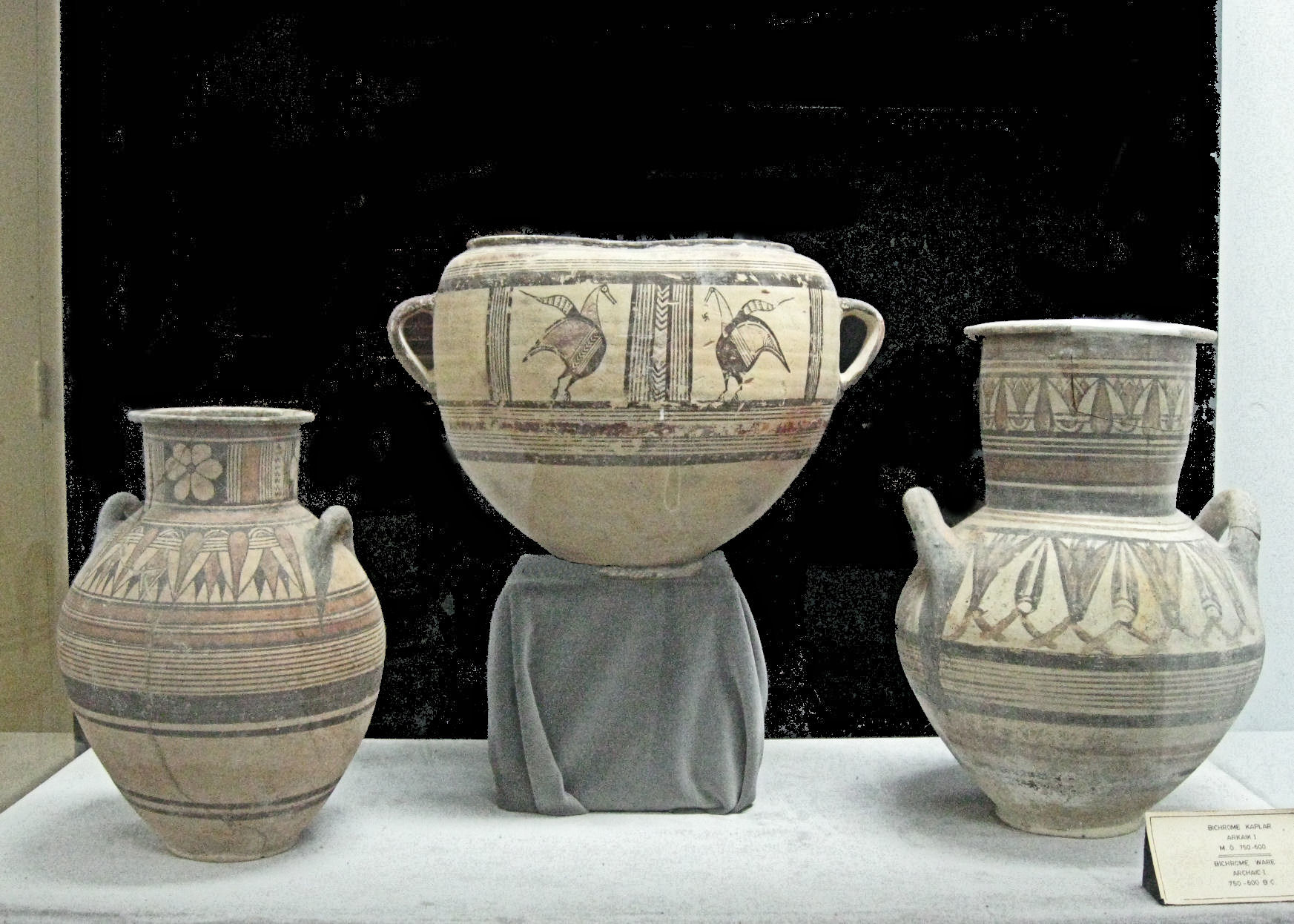
Vasilhas,

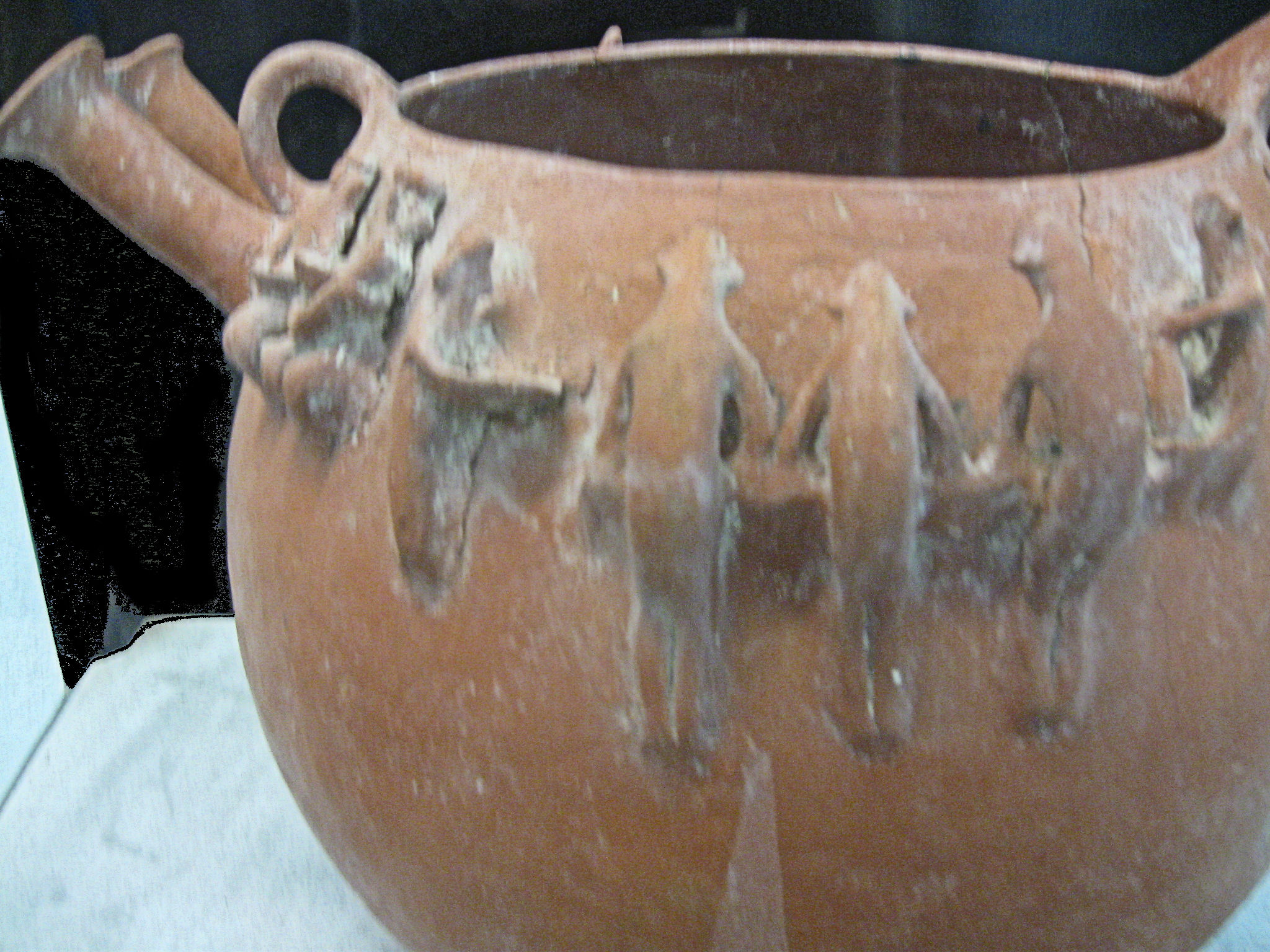
Vasilha vermelha polida com decoração figurativa, 2300-2 075 a.C., Museu Arqueológico de São Barnabé / Salamina (Chipre)
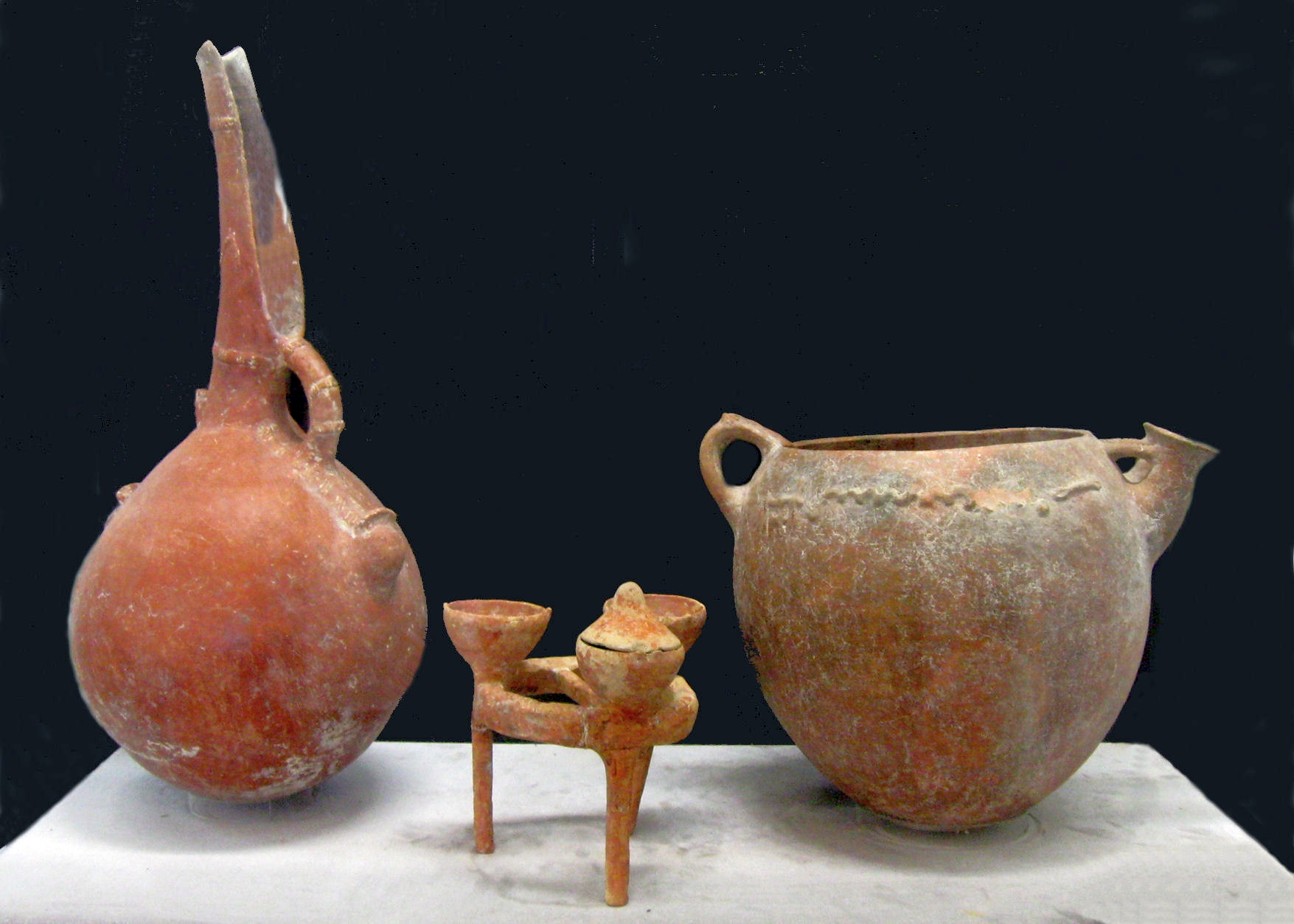
Vasilhas vermelhas polidas de Enkomi, 2300-2 075 a.C., Museu Arqueológico de São Barnabé / Salamina (Chipre)
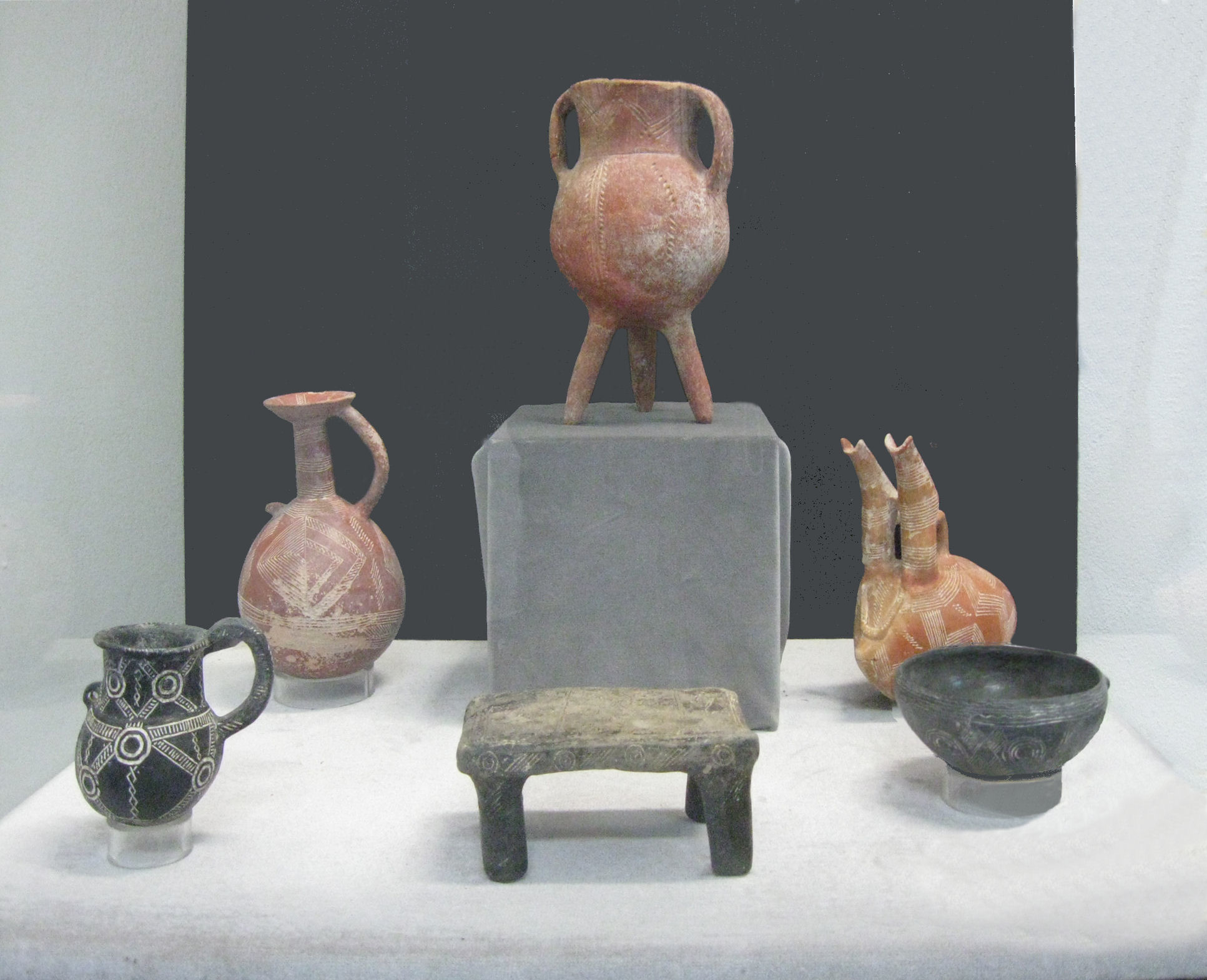
Vasilhas vermelhas e negras polidas de Enkomi, 2300-1 900 a.C., Museu Arqueológico de São Barnabé / Salamina (Chipre)
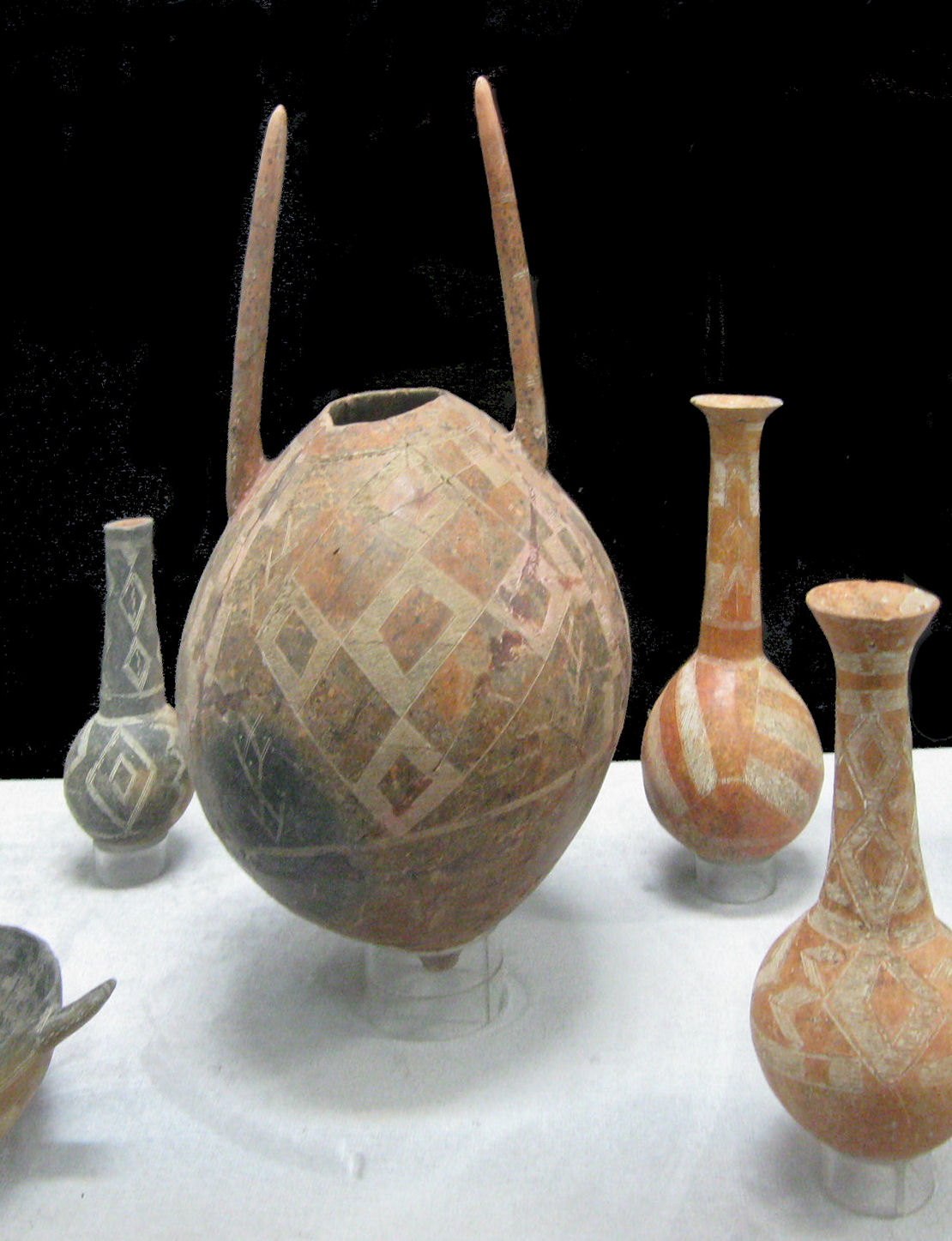
Cerâmica vermelha polida de Enkomi, 1900-1 725 a.C.,  Museu Arqueológico de São Barnabé / Salamina (Chipre)
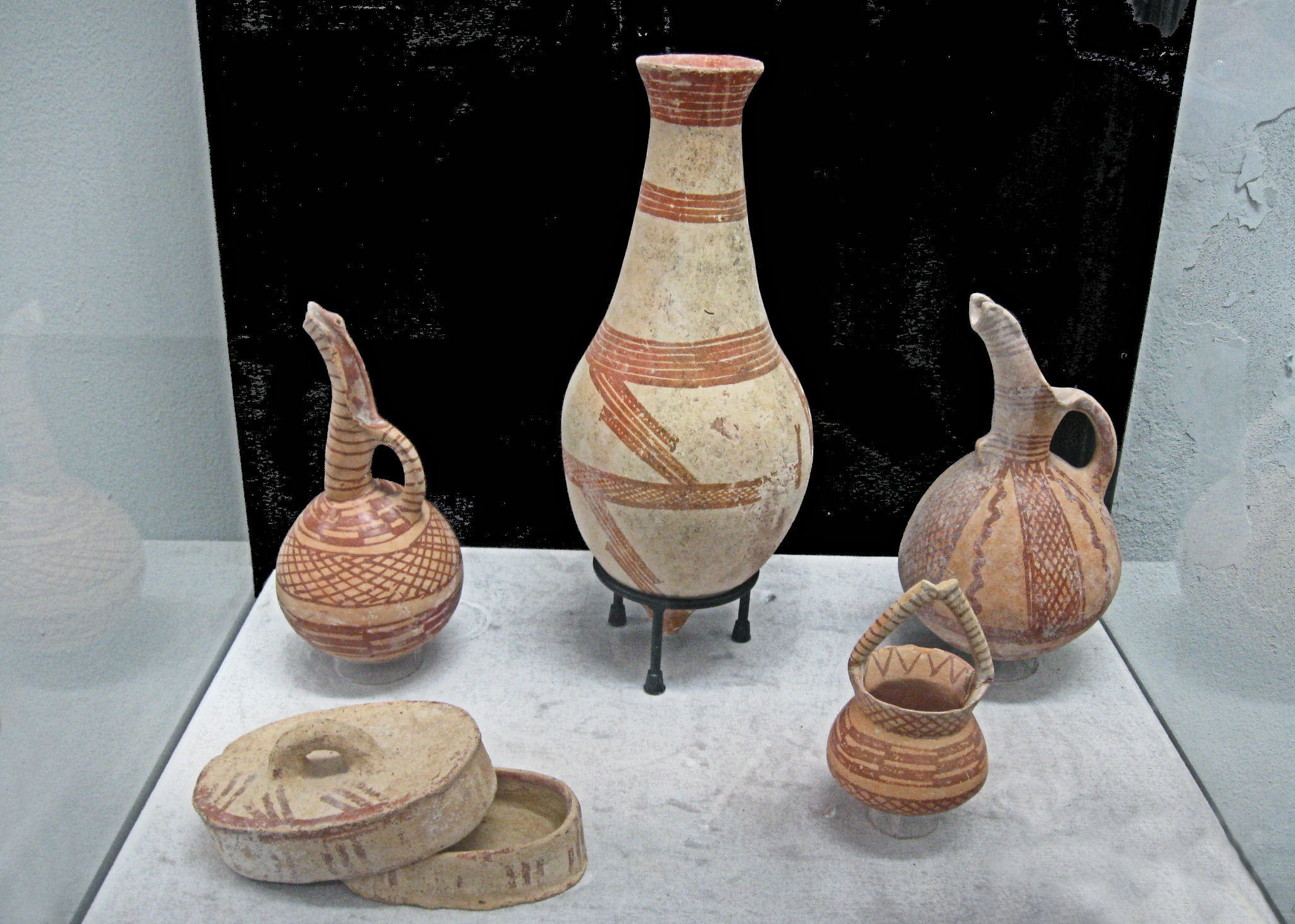
Vasilhas pintadas de branco de Enkomi, 1900-1 625 a.C., Museu Arqueológico de São Barnabé / Salamina (Chipre)
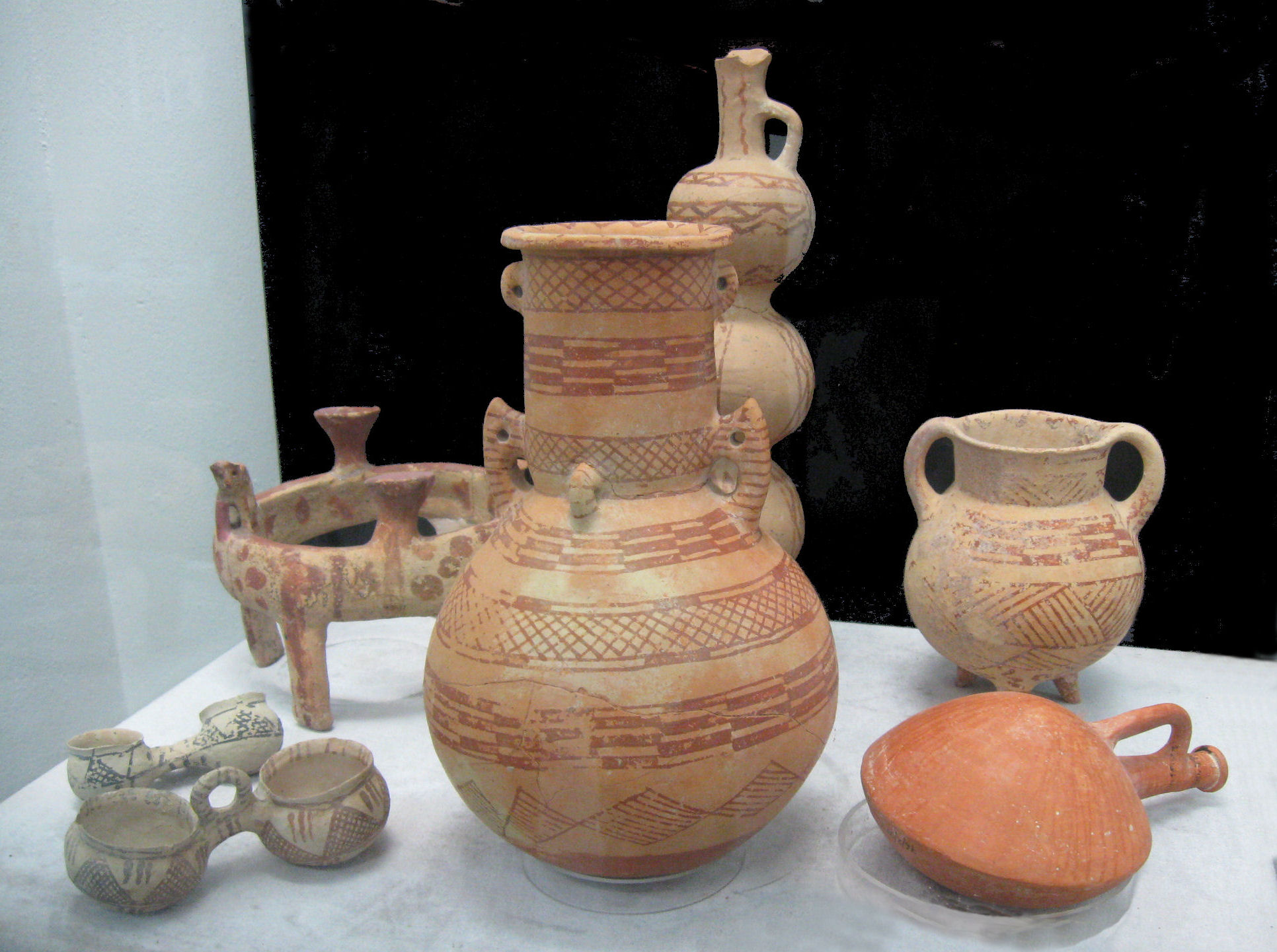
Vasilhas pintadas de branco de Enkomi, 1900-1 625 a.C., Museu Arqueológico de São Barnabé / Salamina (Chipre)

- Ânfora, 850−750 a.C.
- Ânfora, 750−600 a.C.
- Vasilhas, 750−650 a.C.